# Rhinella diptycha
Espèce
Synonymes
- Bufo diptychus Cope, 1862

Statut de conservation UICN

 DD  : Données insuffisantes
Rhinella diptycha est une espèce d'amphibiens de la famille des Bufonidae.

## Répartition
Cette espèce est endémique du Nord-Ouest du Paraguay.
Sa présence est incertaine au Brésil.

## Publication originale
- Cope, 1862 : Catalogues of the Reptiles Obtained during the Explorations of the Parana, Paraguay, Vermejo and Uraguay Rivers, by Capt. Thos. J. Page, U. S. N.; And of Those Procured by Lieut. N. Michler, U. S. Top. Eng., Commander of the Expedition Conducting the Survey of the Atrato River. Proceedings of the Academy of Natural Sciences of Philadelphia, vol. 14, p. 346-359 & 594  (texte intégral).